# 柳原九兵衛
柳原 九兵衛（やなぎはら くへえ、1860年6月28日（万延元年5月10日） - 1945年（昭和20年）1月29日）は、日本の政治家。衆議院議員（2期）。

## 経歴
福井県出身。農業を営む。小学校教員、岡保村長、福井県議、同参事会員、福井県絹織物同業組合長、朝鮮公州電気、大演化学工業各(株)重役、福岡中央館、福井食料品市場各(株)社長となり、福井日報、福井民友各新聞社を経営する。
1917年の第13回衆議院議員総選挙において福井県郡部から立憲政友会公認で立候補してトップ当選する。1920年の第14回衆議院議員総選挙では福井2区から立候補し再選した。1924年の第15回衆議院議員総選挙には立候補しなかった。1945年に死去した。